# PETG
O Polietileno Tereftalato Glicol (PETG) é um polímero termoplástico amplamente utilizado em diversas indústrias, especialmente nas áreas de manufatura, embalagens e impressão 3D. O PETG é uma variante do PET (Polietileno Tereftalato), modificado com glicol para aprimorar sua flexibilidade e durabilidade. Essa modificação química reduz a fragilidade do material, permitindo uma melhor resistência ao impacto e à fadiga, e facilita o processamento de peças mais complexas.
No campo da impressão 3D, o PETG destaca-se como uma alternativa superior a outros polímeros populares, como PLA e ABS. Ele combina resistência ao impacto, flexibilidade e baixa contração térmica, fatores que o tornam ideal para a criação de peças duráveis e de alta precisão, além de ser fácil de manusear em impressoras 3D, tanto de uso doméstico quanto industrial.
Devido à sua versatilidade, facilidade de uso e propriedades mecânicas superiores, o PETG tem se tornado cada vez mais relevante na indústria de polímeros, especialmente na impressão 3D.

## Propriedades
O PETG apresenta uma combinação de propriedades físicas, térmicas e mecânicas que o tornam adequado para uma ampla gama de aplicações industriais, especialmente na impressão 3D.

### Propriedades Físicas
O PETG é conhecido por sua transparência e resistência ao impacto, sendo amplamente utilizado em aplicações que demandam um visual claro ou translúcido, como em embalagens e componentes visíveis de produtos.
- Transparência: O PETG mantém uma clareza óptica mesmo após o processamento, o que o torna ideal para produtos esteticamente exigentes.[4]
- Resistência ao impacto: Uma das maiores vantagens do PETG é sua resistência ao impacto, que é superior ao PLA e ao ABS, materiais amplamente usados em impressão 3D. Isso garante durabilidade e resistência em aplicações que exigem robustez.[5]

### Propriedades Térmicas
O PETG possui um ponto de fusão entre 220°C e 260°C, sendo mais estável termicamente que o PLA, permitindo seu uso eficiente em impressoras 3D sem deformações ou encolhimento excessivo.

### Propriedades Mecânicas
O PETG apresenta uma boa combinação de elasticidade e rigidez, tornando-o resistente a trincas e quebras. Comparado ao PLA e ao ABS, o PETG oferece uma relação superior de durabilidade e flexibilidade.

## Composição Química
O *Polietileno Tereftalato Glicol* (PETG) é um copolímero obtido pela modificação do *Polietileno Tereftalato* (PET), ao qual se adiciona glicol durante o processo de polimerização. O glicol interrompe a formação de ligações cristalinas no PET, resultando em um material mais maleável e menos quebradiço.
A fórmula química do PETG é baseada na repetição de unidades de etileno tereftalato, com a adição de glicol modificando suas propriedades finais. A estrutura química pode ser representada por um poliéster termoplástico com boa resistência a impactos e excelente clareza ótica.
Durante a polimerização, a adição de glicol diminui o ponto de fusão do material em relação ao PET puro, facilitando o processo de moldagem e extrusão, especialmente em aplicações de impressão 3D. Essa alteração química resulta em um material com excelente adesão entre as camadas impressas e boa resistência a substâncias químicas.
Em comparação com o PET, o PETG apresenta maior flexibilidade e resistência a impactos, embora tenha menor resistência ao calor e seja mais suscetível a arranhões. A modificação com glicol é essencial para conferir ao material as características que o tornam ideal para a impressão 3D e outras aplicações industriais.

##### Como funciona a transição vítrea do PETG
O PETG é um polímero amorfo, o qual mantém seu estado semi sólido quando aquecido, o que o torna adequado para a impressão 3D. Em um aspecto geral, o PETG consiste em um polímero com temperatura de transição vítrea próxima a 80ºC, com propriedades mecânicas semelhantes às do PET, tendo como vantagens uma notável tenacidade, flexibilidade, e alta capacidade de processamento.
Em comparação ao PLA, o filamento de PETG dispõe de uma maior temperatura de transição vítrea, cerca de 14,3ºC superior (76,2 ºC).
Diferentemente do PLA, o PETG mostra-se um material mais estável, isto é, menos suscetível a mudanças nas características térmicas em função da influência dos processos de fabricação ao qual é submetido. Além disso, quando olhamos para propriedades dos materiais, vemos que o PETG é um material menos rígido, precisando dispor de menos energia para deformá-lo, o que pode estar relacionado com a sua característica amorfa. Assim, a sua reciclagem pode ser melhor.
Portanto, para a realização da transição vítrea do PETG, precisamos de uma temperatura de cerca de 80°C para mudar suas propriedades. Logo, seus benefícios realizando o procedimento para a impressora 3D seriam:
1- maior resistência a degradação térmica
2- tendência a maior estabilidade térmica
3- a flexibilidade apresentada pelo PETG o torna interessante, principalmente na Impressão 3D, para aplicações que necessitam desta característica, como por exemplo, a construção de conexões do tipo snap-fits, em oposição ao PLA que é muito mais rígido.

##### Alteração da transição vítrea do PETG
Para aumentar a transição vítrea de polímeros para a Tg, uma boa alternativa é a utilização de aditivos nucleantes, sendo seu principal objetivo o aumento da taxa de cristalização. Esses agentes são adicionados em polímeros parcialmente cristalinos para modificar a temperatura de cristalização.
Para realizar o processo, podemos contar que a adição do agente pode ser realizada durante sua produção via extrusão, na forma de pó ou masterbatch durante sua injeção. Os principais são o talco e caulim, em proporções baixas (<5%).
Quando olhamos mais especificamente para o talco, de acordo UNICAMP, observa-se que as amostras contendo esse nucleante tiveram a temperatura de cristalização deslocadas para maiores valores em relação à do polímero puro, indicando que estes aditivo de fato atuou como agente de nucleação, proporcionando uma cristalização mais rápida do polímero a partir do estado fundido.
Dentre todos os aditivos analisados, apesar de todos deslocarem a temperatura, o talco foi o que mais deslocou a temperatura de cristalização do PHB. Portanto, podemos escolher o talco como aditivo nucleante para deslocar a temperatura de transição vítrea do PETG. Com isso, teremos uma resistência maior desse material, para ser utilizado no filamento de temperatura 3D com mais resistência e rigidez, mas ainda sendo o material mais fácil de ser reciclado e sem composição tóxica. Além disso, o talco é um aditivo mineral, melhora a estabilidade do polímero e ainda reduz custos na sua fabricação.